# クラッシュ (小説)
『クラッシュ』（原題：Crash）は、J・G・バラードの小説。1973年出版。日本では 2008年3月24日に柳下毅一郎の訳で、東京創元社の創元SF文庫レーベルより出版された。作者の代表作のひとつ。

## 概要
自動車が破壊されることに性的興奮を覚える男の話である。テクノロジーとセクシュアリティの結びつきを主題としており、バラードは「『クラッシュ』を世界最初のテクノロジーに基づくポルノグラフィーだと考えたい。」と述べている。
本作は非常に物議を醸し、原稿を送った出版社の一つからは「この著者は精神科医でも手が付けられないほどいかれている。出版するな」と返答されたほどだった。1996年デヴィッド・クローネンバーグによって同名で映画化された際も同じく物議をかもした。